# Voorschrift Militair Tenue
De Regeling uitrusting Defensie  beschrijft in Nederland de tenues die aan de militairen van de Koninklijke Landmacht worden verstrekt, de militaire kledingstukken die door de landmachtmilitairen zelfstandig kunnen worden aangeschaft én de draagwijze van onderscheidingstekens, emblemen en decoraties.

## Geschiedenis
Het Voorschrift Militair Tenue beschrijft in Nederland de tenues die aan de militairen van de Koninklijke Landmacht worden verstrekt, de militaire kledingstukken die door de landmachtmilitairen zelfstandig kunnen worden aangeschaft én de draagwijze van onderscheidingstekens, emblemen en decoraties. Het voorschrift stelt voor Nederlandse militairen limitatief vast welke onderscheidingen en onderscheidingstekens (van rang) zij op hun uniform mogen dragen.
De schrijfwijze van het Voorschrift Militair Tenue komt niet altijd overeen met die in de instellingsbesluiten en wetten op de instellingen van ridderorden en onderscheidingen werd gebruikt.
Het voorschrift behandelt in 11 hoofdstukken en drie bijlagen de volgende onderwerpen:
- Hoofdstuk 1 Algemeen

Het besluit stelt onder andere vast dat de draagwijze van onderscheidingstekens, emblemen en decoraties voor mannelijke en vrouwelijke militairen gelijk is. Er worden eisen aan het uniform gesteld dat onder andere schoon en passend moet zijn. Iedere militair wordt persoonlijk aansprakelijk gesteld voor zijn "correcte uiterlijke voorkomen". Het leger stelt naamplaatjes (op de rechterborst) en naamlinten verplicht. Alleen wanneer dat vanwege privacy of gevaar niet wenselijk is mogen deze worden weggelaten.
- Hoofdstuk 2 Gevechtstenue

Ook het gevechtstenue is precies omschreven. In het voorschrift wordt rekening gehouden met de omstandigheden waaronder wordt gediend en de operationele commandant kan bij oefeningen of operationele inzet afwijkingen van de vastgestelde samenstelling toestaan wanneer de weersomstandigheden of bepaalde werkzaamheden dat vereisen. De militair draagt geen onderscheidingen, maar wel vaardigheidsemblemen zoals die voor parachutist. De vaardigheidsemblemen van een "Schutter lange afstand", "Opruimer explosieven" en "(oud-) Tambour-maître" mogen niet worden gedragen. Ook de herinneringsemblemen krijgen op het gevechtstenue geen plek.
- Hoofdstuk 3 Dagelijks tenue

Het dagelijks tenue is voor mannelijke en vrouwelijke militairen "jasje-dasje" met voor de dames rok of broekrok. Wanneer het warm is mag het overhemd met korte mouw worden gedragen. De voorgeschreven stropdas wordt dan weggelaten. Op het dagelijks tenue worden batons gedragen. Opperofficieren dragen op de broek een driedubbele bies.
- Hoofdstuk 4 Gelegenheidstenue

Op het geklede gelegenheidstenue draagt men de model opgemaakte onderscheidingen volgens de voorgeschreven "pruisische"opmaak in "u" vorm. Bij dit tenue horen ook handschoenen en cavaleristen van het Wapen der Cavalerie, het Korps
Veldartillerie en het Korps Rijdende Artillerie dragen, ook al zijn zij zonder paard verschenen, zwarte bottines met hakbalsporen. In bijzijn van Zijne Majesteit de Koning draagt men een oranje bandsjerp of koordsjerp. Op deze laatste regel zijn verschillende uitzonderingen gemaakt, onder andere voor een bruidegom en voor een militair dirigent.
- Hoofdstuk 5 Avondtenue

Het avondtenue is op de "smoking", een huisjasje van de burgerij, gebaseerd en wordt door heren eveneens met een zwarte vlinderstrik of een strik van de regimentsdas gedragen. Dames dragen een lavallière. Op het jasje worden miniaturen van onderscheidingen gedragen,
- Hoofdstuk 6 Tropentenue

In de tropen dragen Nederlandse militairen tropentenue. De tropen worden in het Voorschrift Militair Tenue niet aardrijkskundig beschreven als het gebied tussen de keerkringen, in plaats daarvan is de praktische definitie van "gebieden met (overwegend) tropische temperaturen" gekozen. De kleding in de tropen wordt per geval door het bedrijf voor Kleding en
Persoonsgebonden Uitrusting (KPU-bedrijf) vastgesteld. Bij het avondtenue is hert jasje wit, zoals bij de door burgers gedragen tropensmoking.
- Hoofdstuk 7 Tenue vaandelwachten / standaardwachten

- Hoofdstuk 8 Speciale tenues

Het Bijzondere Ceremoniële Tenue vervangt het vroegere gala-uniform. Ook dit tenue, dat uitsluitend door mannelijke adjudanten van Z.M. de Koning wordt gedragen, heeft een opstaande kraag met kraagpatten. Op het uniform wordt een goudkleurige nestels gedragen, waaraan twee goudkleurige metalen nestelpennen hangen.
- Hoofdstuk 9 Onderscheidstekens, emblemen en decoraties

- Hoofdstuk 10 Hoofddeksels

- Hoofdstuk 11 Overige kleding, toevoegingen, vergunningen en verboden

- Bijlage I Voorgeschreven tenues bij gelegenheden en diensten
- Bijlage II Interservicestaat tenues
- Bijlage III Foutmeldingsformulier